# Artemiusz (Radosavljević)
Artemiusz, imię świeckie: Marko Radosavljević (ur. 15 stycznia 1935 w Leliciu k. Valjeva, zm. 21 listopada 2020 w Valjevie) – serbski biskup prawosławny, w latach 1995–2010 biskup raszko-prizreński, w 2010 pozbawiony urzędu, zaś w 2015 usunięty z Cerkwi.

## Życiorys

### Nauka i działalność w monasterze Crna Reka
Po ukończeniu gimnazjum w Valjevie wstąpił do seminarium duchownego w Belgradzie. W czasie nauki został uczniem duchowym archimandryty Justyna (Popovicia), którego wielokrotnie odwiedzał w monasterze Ćelije. Archimandryta Justyn przyjął od niego wieczyste śluby zakonne w tymże klasztorze, 20 listopada 1960.
Z błogosławieństwem archimandryty Justyna, mnich Artemiusz kontynuował studia teologiczne na Uniwersytecie Belgradzkim. W czasie nauki przyjmował kolejno święcenia diakońskie i kapłańskie. Po ukończeniu studiów w 1964 przez cztery kolejne lata był wykładowcą seminarium duchownego przy monasterze Krka. Następnie wyjechał do Aten, gdzie obronił pracę doktorską poświęconą nauce św. Maksyma Wyznawcy o zbawieniu. Po powrocie został wykładowcą seminarium duchownego w Prizrenie, jednak już po roku, z błogosławieństwa archimandryty Justyna oraz biskupa raszko-prizreńskiego Pawła objął funkcję przełożonego monasteru Crna Reka, którym pozostawał przez 13 lat. Doprowadził do odrodzenia życia klasztornego w tymże monasterze, opuszczonym od kilkuset lat.

### Biskup
W maju 1991 objął godność biskupa raszko-prizreńskiego (obejmując eparchię położoną na terenie Kosowa i Metochii), w której podjął aktywną działalność wydawniczą, tłumaczeniową oraz popularyzatorską. Doprowadził do odnowienia wspólnoty mniszej w monasterze Świętych Archaniołów w Prizrenie, zburzonym w 1455 i od tego czasu pozostającym w ruinie.
W miarę zaostrzania się konfliktu serbsko-albańskiego w Kosowie wielokrotnie wyjeżdżał za granicę, występując publicznie z odczytami na temat sytuacji w swojej eparchii, nagłaśniał również przypadki ataków Armii Wyzwolenia Kosowa na serbską ludność cywilną. W tej sprawie spotykał się m.in. z Billem Clintonem. W czasie trwania konferencji w Rambouillet, chociaż nie był członkiem delegacji serbskiej, udał się na miejsce obrad. Niedopuszczony do rozmów, zorganizował na miejscu konferencję prasową, w czasie której poruszał ten sam temat.
Obok biskupów Amfilochiusza (Radovicia) i Atanazego (Jevticia), również uczniów duchowych archimandryty Justyna (Popovicia) zaliczany był do najbardziej konserwatywnego, nacjonalistycznego skrzydła Serbskiego Kościoła Prawosławnego. Biskup Artemiusz w zdecydowany sposób wypowiadał się przeciwko zaangażowaniu swojego Kościoła w ruch ekumeniczny, który określał jako herezję.
Jest autorem żywota św. Mikołaja (Velimirovicia) zatytułowanego Novi Zlatoust (serb. Nowy Złotousty).
W lutym 2010 Święty Synod Serbskiego Kościoła Prawosławnego zawiesił go w czynnościach biskupich z powodu stawianych mu zarzutów defraudacji majątku Cerkwi oraz funduszy państwowych. W maju tego roku duchowny został ostatecznie pozbawiony katedry i skierowany do monasteru Šišatovac jako biskup w stanie spoczynku. Jego odsunięcie z katedry stało się przyczyną protestów części duchowieństwa i świeckich eparchii.
1 grudnia 2010 eparchia raszko-prizreńska opublikowała na swojej oficjalnej stronie dokumenty, w których ujawniono, iż Artemiusz – wbrew statutowi Kościoła – sprzedał należącą do Serbskiej Cerkwi nieruchomość w Đakovicy, udzielając pełnomocnictwa na przeprowadzenie transakcji, w tym posługiwanie się pieczęcią eparchii, Albańczykowi Dede Ndrece Komani. Biskupowi zarzucono przejęcie sumy uzyskanej drogą tej transakcji (150 tys. euro) oraz niezgodne z oficjalnym stanowiskiem Kościoła dopuszczenie pełnomocnika do rozmów z władzami Kosowa (co jest traktowane jako uznanie jego niepodległości, wbrew stanowisku Serbii).

#### Pozbawienie godności
19 listopada 2010 biskup Artemiusz opuścił klasztor Šišatovac i udał się na terytorium północnego Kosowa razem z grupą zwolenników (w której był m.in. przełożony monasteru Šišatovac hieromnich Warsonofiusz), mnichów i świeckich. Wbrew zakazowi sprawowania nabożeństw i mimo odmowy przełożonego klasztoru, odprawił Świętą Liturgię w monasterze Duboki Potok, na terenie eparchii raszko-prizreńskiej. Następnie hierarcha udał się do monasteru Devine Vode, w którym pozostawił grupę popierających siebie mniszek i wydał kilka listów, które podpisał jako „biskup raszko-prizreński”. Zwolennicy Artemiusza usiłowali bez powodzenia przejąć również monaster Crna Reka. Ostatecznie wystąpienie biskupa nie zyskało poparcia wiernych z Kosowa, a on sam został zmuszony do opuszczenia monasteru Duboki Potok. W związku z tymi wydarzeniami Święty Sobór Biskupów Serbskiego Kościoła Prawosławnego ogłosił, iż duchowny „wstąpił na drogę otwartego rozłamu”; Artemiusz został pozbawiony wszystkich posiadanych godności kościelnych, zachowując jedynie śluby mnisze. Mimo powyższej decyzji oraz utrzymania w mocy zakazu odprawiania nabożeństw, duchowny w końcu listopada odprawił Świętą Liturgię we wsi Leljak, przedstawiając się jako inna osoba. W nabożeństwie wzięło udział ok. tysiąca wiernych, którym były biskup oznajmił, iż zamierza budować „prawdziwie świętosawską Cerkiew”.
6 marca 2011 Artemiusz i jego zwolennicy otworzyli w Belgradzie domową cerkiew św. Justyna (Popovicia). Były hierarcha nadal posługuje się tytułem biskupa raszko-prizreńskiego. 18 czerwca 2011 razem ze zbuntowanymi mnichami i mniszkami, z którymi w listopadzie 2010 usiłował przejąć klasztor Crna Reka, zorganizował obchody monasterskiej slavy w parku etnograficznym k. Čačaku.
Przeciwko byłemu biskupowi rozpoczęto śledztwo w sprawie możliwego narażenia przez niego Serbskiego Kościoła Prawosławnego na stratę materialną w wysokości półtora miliona dinarów.
W 2015 były biskup został odłączony od Serbskiego Kościoła Prawosławnego.